# Neottia bifolia
Listère du Sud
Espèce
Neottia bifolia, la listère du Sud, est une espèce de plantes à fleurs de la famille des Orchidaceae. C'est une orchidée terrestre originaire de l'est du Canada (De la Nouvelle-Écosse à l'Ontario) et de l'est des États-Unis (De la Floride au Texas au sud jusqu'au Vermont au Nord),.